# Uttarakhand
Uttarakhand (hindi: उत्तराखंड) je indijska savezna država na sjeveru Zemlje. 
Uttarakhand graniči s Tibetom na sjeveru, Nepalom na istoku, i indijskim državama Himachal Pradesh i Uttar Pradesh na zapadu i jugu. Država ima 10.116.752 stanovnika i prostire se na 51.125 km2.
Indijska savezna država Uttarakhand osnovana je 9. studenoga 2000.g. Glavni grad države je Dehradun.